# Michael Wikke
Michael Wikke (født 22. juni 1959 i København) er en dansk skuespiller og instruktør – og den ene halvdel af Wikke & Rasmussen. Michael Wikke blev for alvor kendt, da han sammen med Hans Henrik Bærentsen på DR lavede Robin Hat i 1983. Det var en del af programmet Tak Fordi Vi Kom, som var en speciel crazykomik og meta-tv, idet illusionen blev brudt gang på gang. Det var også inspireret af bl.a. Kaptajn Klyde og Monty Python.
Michael Wikke og Steen Rasmussen var begge i starten af 80'erne på B&U i DR, og de faldt i snak og i hak ved en julefrokost. Trods ti års aldersforskel kom det til et samarbejde, der nu har varet i over 30 år.

## Filmografi
- Gooseboy (2019)